# Симанова
Си́манова (рос. Симанова) — присілок у складі Ірбітського міського округу Свердловської області.
Населення — 196 осіб (2010, 222 у 2002).
Національний склад населення станом на 2002 рік: росіяни — 87 %.